# Mahmoud-Khalil-Museum

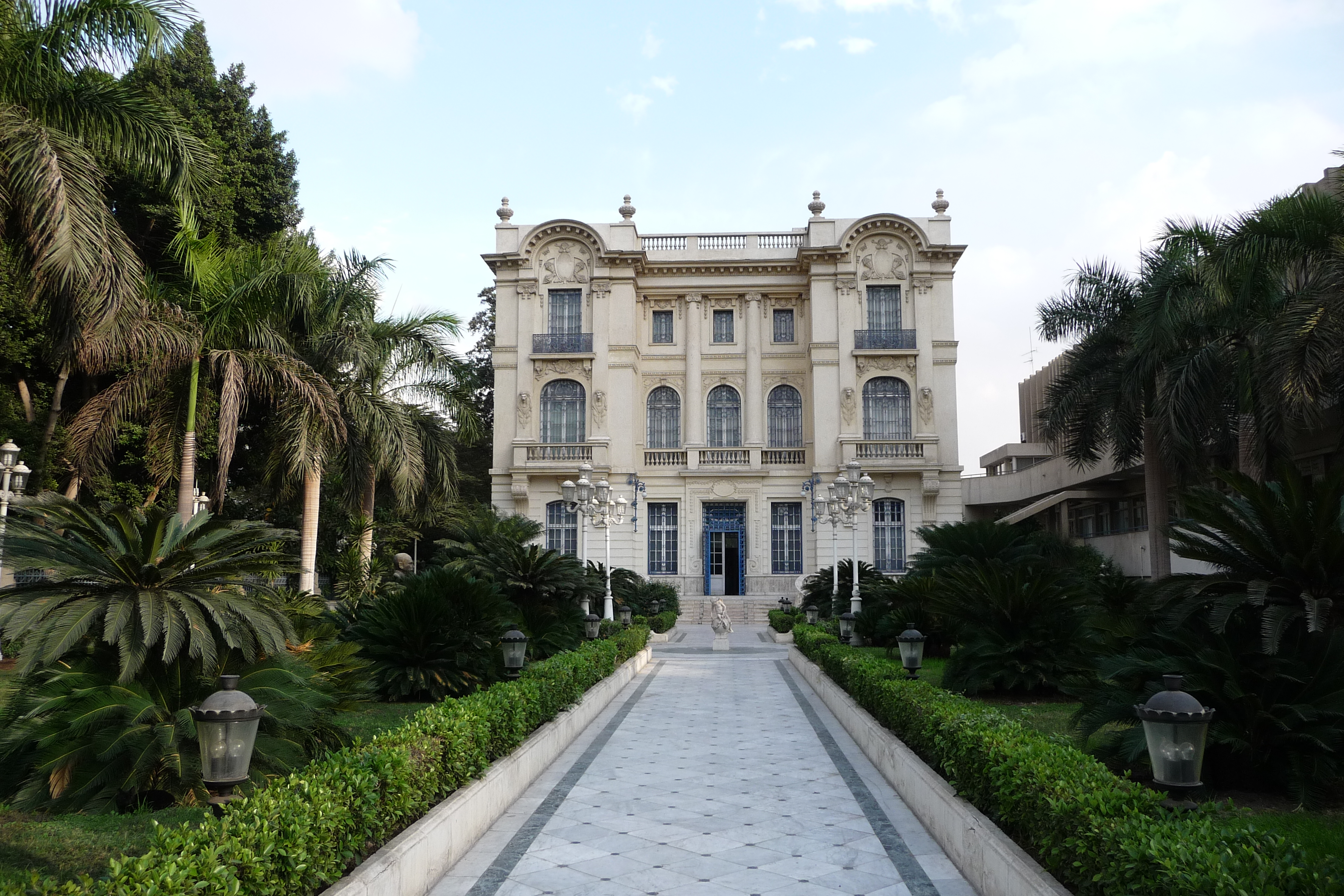
Eingang Mahmoud-Khalil-Museum

Der Mahmoud-Khalil-Palast ist ein herrschaftliches Gebäude in Kairo, das heute ein Museum beherbergt.

## Geschichte
Der dreistöckige Palast von Muhammad Mahmoud Pasha (1877–1941) wurde 1915, angelehnt an den neoklassischen und französischen Stil des Art Nouveau, in der Altstadt von Kairo erbaut. Sein Erbauer war zweimaliger ägyptischer Premierminister und Kunstsammler.

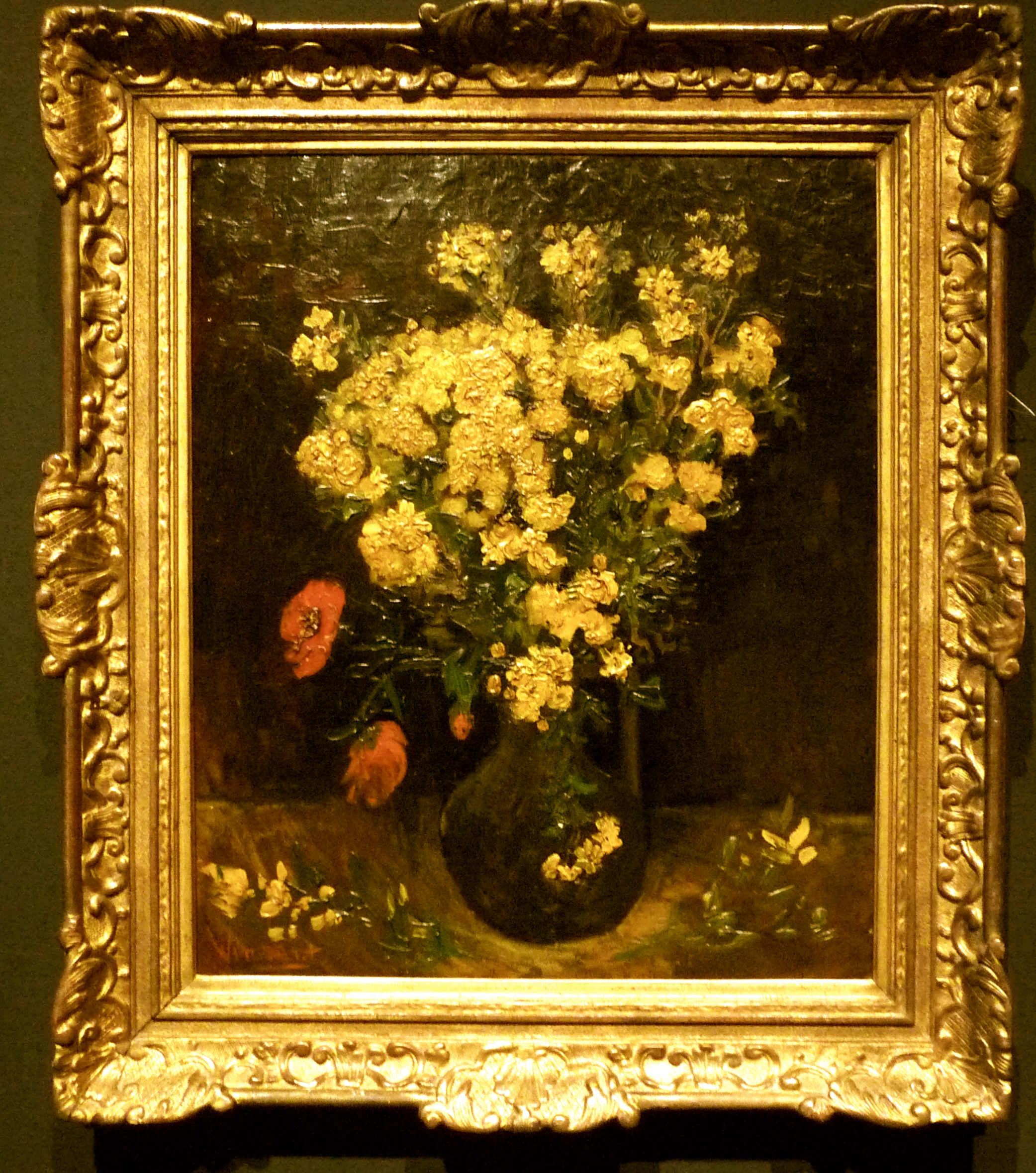
Van Gogh Mohnblumen (1887), auch bekannt als Vase mit Blumen

Nach dem Tod von Mohammed Mahmoud Khalil im Jahr 1953 hat seine Familie noch bis 1960 in dem Gebäude gewohnt. Seine Frau verfügte in ihrem Testament, Palast und Kunstsammlung sollten der Öffentlichkeit zugänglich gemacht werden. So wurde der Familiensitz zu einem Museum umgebaut und am 23. Juli 1962 als Mahmoud-Khalil-Museum eröffnet und ist Mahmoud Khalil und seiner Frau Emiline Lock gewidmet. Das Bauwerk befindet sich zwischen der Nilinsel Gezira und der Cairo University Bridge nahe dem westlichen Nilufer im Stadtteil Dokki der Stadt Gizeh.
1981 zog Präsident Sadat in das Nachbargebäude und benötigte bald zusätzlichen Platz. Die Sammlung wurde in einen Palast in Zamalek verlegt und kehrte erst 1995 – lange nach der Ermordung Sadats – in das sehenswerte Gebäude zurück.

## Sammlungen

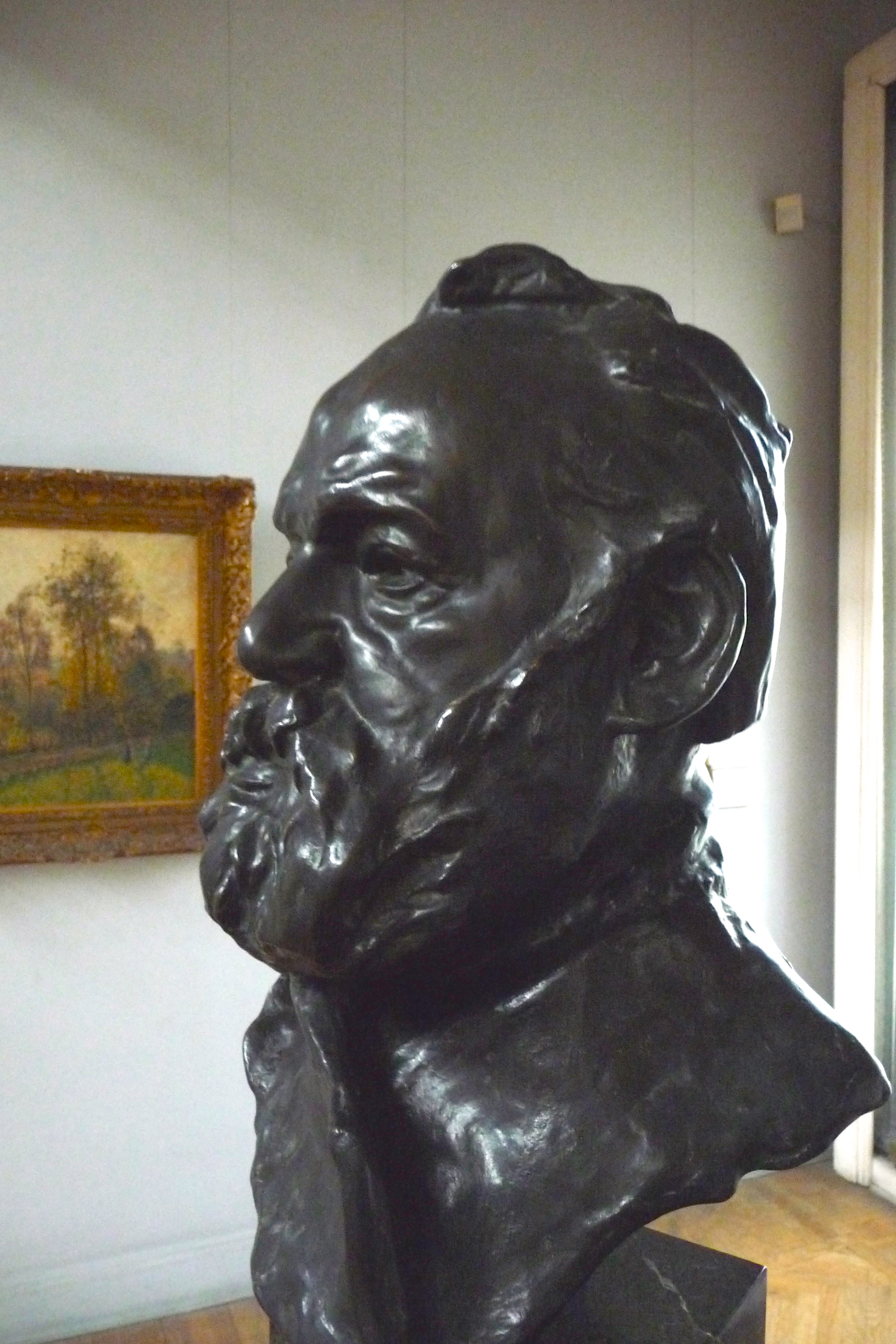
Auguste Rodin: Bronzebüste von Victor Hugo, 1884 oder 1885

Das Museum beherbergt mit über 200 Werken von Vincent van Gogh, Paul Gauguin, Peter Paul Rubens, Auguste Renoir, Claude Monet und anderen namhaften europäischen und ägyptischen Malern die wohl bedeutendste Sammlung impressionistischer Kunst des 19. Jahrhunderts im Nahen Osten. Darüber hinaus verfügt es über Sammlungen von chinesischen Vasen und Skulpturen bedeutender Bildhauer wie Auguste Rodin, Jean-Baptiste Carpeaux, Louis Antoine Barye und Charles Cordier. Nach Angaben des staatlichen ägyptischen Informationsservices beträgt der Gesamtwert der Sammlung gut fünf Milliarden Euro.

## Vorkommnisse
Begünstigt durch mangelhafte Überwachungssysteme schnitten Kunsträuber im August 2010 am helllichten Tag das auf 40 Millionen Euro geschätzte Gemälde "Mohnblumen" oder "Vase mit Blumen" des niederländischen Malers Vincent van Gogh mit einem Cuttermesser aus seinem Rahmen. Seither ist es verschwunden. Das Bild war schon einmal im Jahr 1977 aus dem Museum entwendet worden und wurde zehn Jahre später in Kuwait aufgefunden.